# Kup Bosne i Hercegovine 2011-2012
La Kup Bosne i Hercegovine 2011-2012 è stata la dodicesima edizione della coppa nazionale della Bosnia Erzegovina, ed è stata vinta dallo Željezničar, al suo quarto titolo.

## Squadre partecipanti
|            | Premijer Liga | Premijer Liga |
| ---------- | --- | --- |
| 1º livello | Borac Banja Luka Čelik Zenica GOŠK Gabela Kozara Leotar Olimpik Sarajevo Rudar Prijedor Sarajevo Slavija Sloboda Tuzla Široki Brijeg Travnik Velež Mostar Zrinjski Mostar Zvijezda Gradačac Željezničar | Borac Banja Luka Čelik Zenica GOŠK Gabela Kozara Leotar Olimpik Sarajevo Rudar Prijedor Sarajevo Slavija Sloboda Tuzla Široki Brijeg Travnik Velež Mostar Zrinjski Mostar Zvijezda Gradačac Željezničar |
|            | 1. liga FBiH | 1. liga Republike Srpske |
| 2º livello | Branitelj Iskra Bugojno Krajišnik Rudar Kakanj UNIS Vogošća NK Vitez | Mladost Gacko Modriča Podrinje Janja Radnik Bijeljina Sloga Doboj Sutjeska Foča |
|            | Federazione BiH | Repubblica Srpska |
| 3º livello | Brotnjo Dizdaruša Mladost Župča Mramor | nessuna |

## Sedicesimi di finale
| Squadra 1         | Risultato | Squadra 2        |
| ----------------- | --------- | ---------------- |
| 14.09.2011        |           |                  |
| Rudar Prijedor    | 1 – 0     | UNIS Vogošća     |
| Zvijezda Gradačac | 2 – 0     | Sloboda Tuzla    |
| Travnik           | 2 – 3     | Velež Mostar     |
| Branitelj         | 4 – 1     | Dizdaruša        |
| Slavija           | 3 – 0     | Modriča          |
| Čelik Zenica      | 4 – 0     | Podrinje Janja   |
| Iskra Bugojno     | 0 – 1     | Rudar Kakanj     |
| Široki Brijeg     | 3 – 0     | Kozara           |
| Olimpik Sarajevo  | 3 – 0     | Mladost Gacko    |
| NK Vitez          | 0 – 1     | GOŠK Gabela      |
| Krajišnik         | 6 – 0     | Mladost Župča    |
| Sloga Doboj       | 0 – 1     | Sarajevo         |
| Mramor            | 1 – 0     | Radnik Bijeljina |
| Zrinjski Mostar   | 3 – 0     | Sutjeska Foča    |
| Željezničar       | 2 – 0     | Leotar           |
| Borac Banja Luka  | 3 – 1     | Brotnjo          |

## Ottavi di finale
| Squadra 1        | Totale | Squadra 2         | Andata     | Ritorno    |
| ---------------- | ------ | ----------------- | ---------- | ---------- |
|                  |        |                   | 28.09.2011 | 19.10.2011 |
| Mramor           | 2 – 3  | Krajišnik         | 1 – 1      | 1 – 2      |
| GOŠK Gabela      | 1 – 6  | Čelik Zenica      | 1 – 3      | 0 – 3      |
| Sarajevo         | 7 – 5  | Rudar Prijedor    | 3 – 0      | 4 – 5      |
| Rudar Kakanj     | 1 – 3  | Branitelj         | 0 – 1      | 1 – 2      |
| Slavija          | 3 – 6  | Široki Brijeg     | 1 – 2      | 2 – 4      |
| Zrinjski Mostar  | 0 – 5  | Velež Mostar      | 0 – 3      | 0 – 2      |
| Borac Banja Luka | 2 – 0  | Zvijezda Gradačac | 2 – 0      | 0 – 0      |
| Željezničar      | 4 – 1  | Olimpik Sarajevo  | 3 – 0      | 1 – 1      |

## Quarti di finale
| Squadra 1    | Totale          | Squadra 2        | Andata     | Ritorno    |
| ------------ | --------------- | ---------------- | ---------- | ---------- |
|              |                 |                  | 02.11.2011 | 23.11.2011 |
| Velež Mostar | 3 – 1           | Branitelj        | 2 – 0      | 1 – 1      |
| Krajišnik    | 1 – 1 (gfc)     | Široki Brijeg    | 1 – 1      | 0 – 0      |
| Sarajevo     | 0 – 0 (5-6 dtr) | Borac Banja Luka | 0 – 0      | 0 – 0      |
| Željezničar  | 2 – 0           | Čelik Zenica     | 2 – 0      | 0 – 0      |

## Semifinali
| Squadra 1     | Totale | Squadra 2        | Andata     | Ritorno    |
| ------------- | ------ | ---------------- | ---------- | ---------- |
|               |        |                  | 14.03.2012 | 04.04.2012 |
| Željezničar   | 4 – 0  | Borac Banja Luka | 1 – 0      | 3 – 0      |
| Široki Brijeg | 2 – 0  | Velež Mostar     | 1 – 0      | 1 – 0      |

## Finale
| Arbitro: | Vladimir Bjelica (Istočno Sarajevo) |

| |            | |
| Svraka 33’ | Marcatori  | |
| Adnan Gušo Josip Kvesić Jadranko Bogičević Velibor Vasilić Benjamin Čolić Patrick Nyema Gerhardt Muamer Svraka Vernes Selimović (62' Mirsad Bešlija) Samir Bekrić (87' Nermin Jamak) Zajko Zeba (74' Elvir Čolić) Eldin Adilović | Formazioni | Luka Bilobrk Mateo Bertoša Vedran Ješe Slavko Brekalo Dino Ćorić Marciano Jefthon (90' Mario Kvesić) Goran Zakarić (62' Mateo Roskam) Juan Manuel Varea (75' Jure Ivanković) Wagner Santos Lago Dalibor Šilić |
| Amar Osim | Allenatori | Marijan Bloudek |

| Arbitro: | Radoslav Vukasović (Trebinje) |

| |            | |
| Luka Bilobrk Mateo Bertoša Vedran Ješe Slavko Brekalo Dino Ćorić Marciano (60' Goran Zakarić) Baiano Jure Ivanković (66' Mateo Roskam) Juan Manuel Varea (77' Mario Kvesić) Wagner Santos Lago Dalibor Šilić | Formazioni | Adnan Gušo Josip Kvesić Jadranko Bogičević Semir Kerla Benjamin Čolić Nermin Zolotić Muamer Svraka Vernes Selimović Samir Bekrić (85' Nermin Jamak) Zajko Zeba (90' Srđan Stanić) Eldin Adilović (71' Mirsad Bešlija) |
| Marijan Bloudek | Allenatori | Amar Osim |

## Marcatori
| Pos. | Giocatore         | Squadra        | Reti |
| ---- | ----------------- | -------------- | ---- |
| 1    | Šaban Pehilj      | Krajišnik      | 6    |
| 2    | Juan Manuel Varea | Široki Brijeg  | 4    |
| 3    | Edin Bebanić      | Branitelj      | 3    |
| 3    | Avdija Vršajević  | Čelik          | 3    |
| 3    | Emir Obuća        | Sarajevo       | 3    |
| 3    | Branko Šešlija    | Slavija        | 3    |
| 3    | Zajko Zeba        | Željezničar    | 3    |
| 8    | Nemanja Vidaković | Borac          | 2    |
| 8    | Jure Glavina      | Branitelj      | 2    |
| 8    | Dejan Martinović  | Čelik          | 2    |
| 8    | Vedran Kantar     | Rudar Prijedor | 2    |
| 8    | Hrvoje Mišić      | Široki Brijeg  | 2    |
| 8    | Eldin Adilović    | Željezničar    | 2    |